# Sziklabánya
Sziklabánya (1899-ig Chropó, szlovákul Chropov) község Szlovákiában, a Nagyszombati kerületben, a Szakolcai járásban.

## Fekvése
Szakolcától 12 km-re délkeletre fekszik.

## Története
1262-ben "Rupow" alakban említik először, amikor a galgóci uradalomhoz tartozott. 1394-től a berencsi váruradalom része, így az Amadé, a Nyáry, a Zichy és a Majthényi család birtokolta. 1715-ben 22 jobbágy és 35 zsellérháza volt a településnek. 1787-ben 110 házában 621 lakos élt. 1828-ban 102 házát 715-en lakták. Lakói földműveléssel, szőlőtermesztéssel, kosárfonással foglalkoztak. A 19. század végére a lakosság száma a kivándorlás következtében jelentősen csökkent. A 20. század elején lakói főként a helyi fűrésztelepen, téglagyárban és kőbányában dolgoztak. Ekkor a több munkalehetőség hatására a lakosság száma stabilizálódott.
Nyitra vármegye monográfiája szerint "Chropó, völgykatlanban fekvő tót község. Lakosainak száma 539, vallásuk r. kath. E község már IV. Béla alatt megvolt és akkoriban Cumtha Serefel volt a földesura. 1394-ben „Kropow” név alatt, mint a berencsi vár tartozéka szerepel. Templomát 1768-ban gróf Nyáry József és Teréz építtették. Kegyurai Vagyon István és Kuffner Károly. Földesurai a Nyáryak, Amadék és Jeszenákok voltak."
A trianoni békeszerződésig Nyitra vármegye Szakolcai járásához tartozott.
Az 1970-es és '80-as években újra sokan elköltöztek a faluból.

## Népessége
| Év:            | 1994. | 2004.   | 2014.    | 2024.   |
| -------------- | ----- | ------- | -------- | ------- |
| Emberek száma: | 354   | 357     | 393      | 369     |
| Eltérés:       |       | +0,84 % | +10,08 % | -6,10 % |

| Év:            | 2023. | 2024.   |
| -------------- | ----- | ------- |
| Emberek száma: | 373   | 369     |
| Eltérés:       |       | -1,07 % |

1910-ben 580, túlnyomórészt szlovák lakosa volt.
2001-ben 366 lakosából 365 szlovák volt.
2011-ben 374 lakosából 359 szlovák.

## Nevezetességei
- Nepomuki Szent János tiszteletére szentelt római katolikus temploma 1786-ban épült barokk-klasszicista stílusban. 1940-ben renoválták.
- Határában, a lopassói út mellett a 19. század elején épített klasszicista kápolna áll kis Pieta-szoborral.
- A falu magyar nevét kőbányájáról kapta, kőfaragóiról is híres.

## Külső hivatkozások
- E-obce.sk Archiválva 2008. december 3-i dátummal a Wayback Machine-ben
- Községinfó
- Sziklabánya Szlovákia térképén
- A község a régió honlapján
- Rövid történet